# Szarky
Szarky (ukr. Шарки, hist. pol. Szarki) – wieś na Ukrainie, w obwodzie chmielnickim, w hromadzie derażniańskiej. Przed reformą decentralizacyjną 2020 r., w rejonie derażniańskim.

## Historia
Wieś została założona w 1498 roku. W przeszłości Szarki zwały się także Orlińce i Lipkowce. Niegdyś przepływała przez nią rzeczka Ruda − wpadająca do rzeki Wowk, po której dziś pozostał jedynie niewielki ciek. Do 1765 r. należały do Szczepana Ignacego Makowskiego, następnie do Adama Tyrawskiego, zaś w 1779 roku w posiadanie wsi wszedł Piotr Tepper. Podczas rozbiorów Szarki zostały zaliczone do gminy derażniańskiej, powiatu latyczowskiego w guberni podolskiej. W 1914 roku we wsi zbudowano cerkiew prawosławną, która wciąż funkcjonuje.